# Bulle Ogier
Bulle Ogier, pseudonimo di Marie-France Thielland (Boulogne-Billancourt, 9 agosto 1939), è un'attrice francese.

## Biografia
Bulle Ogier fece il suo debutto cinematografico nel 1966 nel un cortometraggio Voilà l'ordre di Jacques Baratier, che la vedeva accanto a Boris Vian, al cantante Antoine e a Emmanuelle Riva. Ha lavorato con registi della scena francese, diventando un'icona della Nouvelle Vague. 
Ha girato film con Jacques Rivette, Manoel de Oliveira, Alain Tanner, Claude Lelouch, Raúl Ruiz, Luis Buñuel, Philippe Garrel, Marguerite Duras, Rainer Werner Fassbinder. Nel 2006 ha interpretato Bella sempre di Manoel de Oliveira, presentato alla 63ª Mostra del cinema di Venezia, dove si ritrovano i personaggi di Bella di giorno 38 anni dopo. Bulle Ogier ricopre il ruolo di Séverine che, all'epoca, fu interpretata da Catherine Deneuve.

## Vita privata
È moglie del regista Barbet Schroeder, che l'ha diretta in La Vallée (1972) e Maîtresse (1975). Col musicista Gilles Nicolas aveva avuto in precedenza una figlia, Pascale Ogier, anche lei attrice, con all'attivo vari film tra cui Le notti della luna piena (Les Nuits de la pleine lune) di Éric Rohmer, scomparsa a soli 25 anni per un attacco cardiaco, nel 1984.

## Filmografia

### Cinema
- Voilà l'ordre, regia di Jacques Baratier - cortometraggio (1966)
- Piège, regia di Jacques Baratier (1968)
- Les Idoles, regia di Marc'O (1968)
- Et crac, regia di Jean Douchet (1969)
- L'Amour fou, regia di Jacques Rivette (1969)
- Pierre et Paul, regia di René Allio (1969)
- Quarante-huit heures d'amour, regia di Cécil Saint-Laurent (1969)
- Paulina s'en va, regia di André Téchiné (1970)
- Les Stances à Sophie, regia di Moshé Mizrahi (1971)
- La salamandra (La salamandre), regia di Alain Tanner (1971)
- Rendez-vous à Bray, regia di André Delvaux (1971)
- Out 1: Spectre, regia di Jacques Rivette (1972)
- La Vallée, regia di Barbet Schroeder (1972)
- Il fascino discreto della borghesia (Le charme discret de la bourgeoisie), regia di Luis Buñuel (1972)
- Io e lui, regia di Luciano Salce (1973)
- Quelli della banda Beretta (Le Gang des otages), regia di Édouard Molinaro (1973)
- Bel ordure, regia di Jean Marboeuf (1973)
- 'M' comme Mathieu, regia di Jean-François Adam (1973)
- George qui?, regia di Michèle Rosier (1973)
- Le amanti (Projection privée), regia di François Leterrier (1973)
- Un ange au paradis, regia di Jean-Pierre Blanc (1973)
- La Paloma, regia di Daniel Schmid (1974)
- Céline e Julie vanno in barca (Céline et Julie vont en bateau: Phantom Ladies Over Paris), regia di Jacques Rivette (1974)
- Il matrimonio (Le mariage), regia di Claude Lelouch (1974)
- Un ange passe, regia di Philippe Garrel (1975)
- Un divorce heureux, regia di Henning Carlsen (1975)
- Maîtresse, regia di Barbet Schroeder (1975)
- Des journées entières dans les arbres, regia di Marguerite Duras (1976)
- Jamais plus toujours, regia di Yannick Bellon (1976)
- Flocons d'or (Goldflocken), regia di Werner Schroeter (1976)
- Duelle (une quarantaine), regia di Jacques Rivette (1976)
- Sérail, regia di Eduardo de Gregorio (1976)
- Le Navire Night, regia di Marguerite Duras (1979)
- La terza generazione (Die dritte Generation), regia di Rainer Werner Fassbinder (1979)
- La Mémoire courte, regia di Eduardo de Gregorio (1979)
- Seuls, regia di Francis Reusser (1980)
- Le Pont du Nord, regia di Jacques Rivette (1981)
- Agatha et les lectures illimitées, regia di Marguerite Duras (1981)
- Le Rose et le blanc, regia di Robert Pansard-Besson (1982)
- Aspern, regia di Eduardo de Gregorio (1982)
- La Derelitta, regia di Jean-Pierre Igoux (1983)
- Voyages d'une main, regia di Raoul Ruiz (1984)
- Tricheurs, regia di Barbet Schroeder (1984)
- Mon cas, regia di Manoel de Oliveira (1986)
- Das Weite Land, regia di Luc Bondy (1987)
- Una recita a quattro (La Bande des quatre), regia di Jacques Rivette (1988)
- Candy Mountain, regia di Robert Frank e Rudy Wurlitzer (1988)
- Le Sommeil d'Adrien, regia di Caroline Champetier (1991)
- Nord, regia di Xavier Beauvois (1991)
- La Mort de Molière, regia di Robert Wilson - video (1994)
- Personne ne m'aime, regia di Marion Vernoux (1994)
- Regarde les hommes tomber, regia di Jacques Audiard (1994)
- Bête de scène, regia di Bernard Nissile (1994)
- Fado majeur et mineur, regia di Raoul Ruiz (1995)
- Circuit Carole, regia di Emmanuelle Cuau (1995)
- N'oublie pas que tu vas mourir, regia di Xavier Beauvois (1995)
- Tout va mal, regia di Marco Nicoletti (1996)
- Irma Vep, regia di Olivier Assayas (1996)
- Somewhere in the City, regia di Ramin Niami (1998)
- Autopsia di un sogno (Shattered Image), regia di Raoul Ruiz (1998)
- Vite rubate (Voleur de vie), regia di Yves Angelo (1998)
- Il colore della menzogna (Au cœur du mensonge), regia di Claude Chabrol (1999)
- Vénus beauté, regia di Tonie Marshall (1999)
- La Confusion des genres, regia di Ilan Duran Cohen (2000)
- Novela, regia di Cédric Anger (2002)
- Deux, regia di Werner Schroeter (2002)
- Bord de mer - In riva al mare (Bord de mer), regia di Julie Lopes-Curval (2002)
- Merci Docteur Rey, regia di Andrew Litvack (2002)
- Bienvenue au gîte, regia di Claude Duty (2003)
- Toutes ces belles promesses, regia di Jean-Paul Civeyrac (2003)
- La Fiancée, regia di Nathalie Najem (2004)
- Mal de mer, regia di Olivier Vinuesa (2004)
- Gentille, regia di Sophie Fillières (2005)
- Bella sempre (Belle toujours), regia di Manoel de Oliveira (2006)
- La duchessa di Langeais (Ne touchez pas la hache), regia di Jacques Rivette (2007)
- Faut que ça danse !, regia di Noémie Lvovsky (2007)
- Passe-passe, regia di Tonie Marshall (2008)
- Nuit de chien, regia di Werner Schroeter (2008)
- Chantrapas, regia di Otar Ioseliani (2010)
- Incroci sentimentali (Avec amour et acharnement), regia di Claire Denis (2022)

### Televisione
- Lagardère – miniserie TV, episodi 1x05-1x06 (1967)
- Le Tribunal de l'impossible – serie TV, episodi 1x08 (1970)
- Les Magiciens du futur, regia di Peter Sykes – film TV (1978)
- Légitime défense, regia di Claude Grinberg – film TV (1980)
- Cinéma 16 – serie TV (1981)
- L'Homme de la nuit – miniserie TV, episodi 1x02-1x03-1x04 (1983)
- Les Fanas du ciné, regia di Jean Sagols – film TV (1985)
- L'énigme blanche, regia di Peter Kassovitz – film TV (1985)
- Le Petit théâtre d'Antenne 2 – serie TV, 3 episodi (1980-1986)
- Le Conte d'hiver, regia di Pierre Cavassilas – film TV (1989)
- Les Dossiers secrets de l'inspecteur Lavardin – serie TV (1989)
- Condorcet – miniserie TV (1989)
- Les Grandes familles – miniserie TV, episodi 1x01-1x02-1x03 (1989)
- Le Chemin solitaire, regia di Luc Bondy – film TV (1990)
- La Grande dune, regia di Bernard Stora – film TV (1991)
- Le Temps et la chambre, regia di Patrice Chéreau – film TV (1992)
- La Mort de Molière, regia di Robert Wilson – film TV (1994)
- Le Prince des imposteurs, regia di Jean-Pierre Prévost – film TV (1998)
- Vérités assassines, regia di Arnaud Sélignac – film TV (2007)
- Vital désir, regia di Jérôme Boivin – film TV (2010)
- Rêve d'automne, regia di Stéphane Metge – film TV (2012)
- Les Déferlantes, regia di Éléonore Faucher – film TV (2013)
- Capitaine Marleau – serie TV, episodio 1x02 (2016)
- Les Fausses confidences, regia di Luc Bondy e Marie-Louise Bischofberger – film TV (2017)
- Les Murs du souvenir, regia di Sylvie Ayme – film TV (2019)

## Teatro
- Le Printemps, testo e regia di Marc'O, théâtre Récamier (1963)
- Les Playgirls, testo e regia di Marc'O, théâtre La Grande Séverine (1964)
- Les Bargasses, testo e regia di Marc'O, théâtre Édouard-VII, théâtre des Champs-Élysées (1965)
- Les Idoles, testo e regia di Marc'O, Bobino di Parigi (1966)
- Un chantage au théâtre di Dacia Maraini, regia di André Téchiné, théâtre des Mathurins (1969)
- Hamlet di William Shakespeare, regia di Maurice Jacquemont, théâtre de la Musique (1971)
- Le triangle frappe encore, testo e regia di Marc'O, théâtre de Chaillot (1975)
- Des journées entières dans les arbres di Marguerite Duras, regia di Jean-Louis Barrault, théâtre d'Orsay (1975)
- L'Éden Cinéma di Marguerite Duras, regia di Claude Régy, théâtre d'Orsay (1977)
- Navire Night di Marguerite Duras, regia di Claude Régy, théâtre Édouard-VII (1979)
- Grand et petit de Botho Strauß, regia di Claude Régy, Théâtre National Populaire, Théâtre national de l'Odéon (1982)
- Savannah Bay, testo e regia di Marguerite Duras, théâtre Renaud-Barrault (1983)
- Terre étrangère di Arthur Schnitzler, regia di Luc Bondy, théâtre Nanterre-Amandiers (1984)
- La Dédicace di Botho Strauß, regia di Joël Jouanneau, théâtre Gérard Philipe di Saint-Denis (1984)
- Le Parc de Botho Strauß, regia di Claude Régy, Théâtre de Chaillot (1986)
- Le Conte d'hiver di William Shakespeare, regia di Luc Bondy, Théâtre Nanterre-Amandiers, Festival d'Avignone, Théâtre National Populaire (1988)
- Le Chemin solitaire di Arthur Schnitzler, regia di Luc Bondy, Théâtre du Rond-Point (1989)
- Le Temps et la chambre di Botho Strauß, regia di Patrice Chéreau, Teatro dell'Odéon (1991)
- John Gabriel Borkman di Henrik Ibsen, regia di Luc Bondy, Théâtre de Vidy-Lausanne, Teatro dell'Odéon (1993)
- Yvonne, princesse de Bourgogne di Witold Gombrowicz, regia di Yves Beaunesne, Théâtre national de la Colline (1998)
- S'agite et se pavane di Ingmar Bergman, regia di Roger Planchon (2002)
- Une Pièce espagnole di Yasmina Reza, regia di Luc Bondy, al Théâtre de la Madeleine (2004)
- Le Baladin du monde occidental di John Millington Synge, regia di Marc Paquien, Théâtre de Chaillot, Théâtre de Vidy-Lausanne, tournée (2006)
- Homme sans but di Arne Lygre, regia di Claude Régy, Teatro dell'Odéon, Ateliers Berthier, Comédie de Genève, deSingel [[Anvers]a], Théâtre National Populaire (2007)
- Homme sans but di Arne Lygre, regia di Claude Régy, Usine C (2008)
- Rêve d'Automne di Jon Fosse, regia di Patrice Chéreau, Museo del Louvre, Centre national de création d'Orléans, Théâtre de la Ville (2010)
- Rêve d'Automne di Jon Fosse, regia di Patrice Chéreau, tournée, Le Grand T Nantes, deSingel Anversa, Théâtre du Nord, Stadsschouwburg Amsterdam, Piccolo Teatro di Milano, TAP Poitiers, Théâtre national de Bretagne, Wiener Festwochen Vienna, La Criée (2011)
- Les Fausses Confidences di Marivaux, regia di Luc Bondy, Teatro dell'Odéon (2014)
- Un amour impossible di Christine Angot, regia di Célie Pauthe]], Teatro dell'Odéon (2017), tournée (2019)

## Discografia

### Album
- L'école des femmes (con François Périer, Pierre Pernet, Laurence Badie, Angelo Bardi e François Marie)

### EP
- 1973 - Chansons originales du film « Bel Ordure »

### Singoli
- 1974 - Mariage (con Francis Lai e Rufus)

## Doppiatrici italiane
- Livia Giampalmo in Il fascino discreto della borghesia
- Vittoria Febbi in Bella sempre
- Mirta Pepe in Incroci sentimentali
- Graziella Polesinanti ne Il colore della menzogna

## Riconoscimenti
- Premio Molière
  - 2011 – Migliore attrice non protagonista per Rêve d'automne di Jon Fosse
- Locarno Film Festival
  - 2015 – Pardo alla carriera[2]